# 班伯格
班伯格（Bamberger）可以指：
- 路易斯·班伯格（英語：Louis Bamberger，1855年5月15日－1944年3月11日）, 来自新泽西州纽瓦克的犹太杂货店商人和慈善家。
- 卡罗琳·班伯格·富尔德（英語：Caroline Bamberger Frank Fuld，1864年3月16日－1944年7月18日）, 美国犹太百货公司女商人和慈善家。

|  | 本页或本分段罗列了姓氏为「班伯格」的人物。 如果是一个指代特定个人的内链将您引导到本页，請考慮修正該人物的名字以將链接指向正確的條目。 |